# Túrkeve
Túrkeve ist eine Stadt im Kleingebiet Mezőtúr innerhalb des Komitats Jász-Nagykun-Szolnok in Ostungarn.
Im Jahr 2010 lebten 9049 Einwohner auf einer Fläche von 236,52 km².
Durch die Stadt führt die Straße Nr. 4202. Zur Stadt gehört auch der Weiler Pusztatúrpásztó. In diesem sind die unten gelisteten Gebrüder Korda geboren.

## Lage
Túrkeve liegt nicht direkt an einer Hauptstraße. Es führt eine Straße von Mezőtúr und von Kisújszállás nach Túrkeve. Diese beiden Städte sind ca. 10–15 km entfernt. Von Mezőtúr führt die Straße Nr. 46 zur Hauptstraße Nr. 4. Kisújszállás liegt direkt an der Straße Nr. 4. Bis zum Jahr 1975 gab es eine Bahnlinie von Mezőtúr nach Túrkeve. Durch das Gemeindegebiet führt der Hortobágy-Berettyó.

## Klima
Túrkeve gehört zu den wärmsten und trockensten Gegenden Ungarns. Der durchschnittliche jährliche Niederschlag liegt bei 513 mm. Túrkeve hat ca. 2060 Sonnenstunden im Jahr. Der Frost beginnt später als im nationalen Durchschnitt.

## Bevölkerung

### Einwohner
- 1990.01.01.: (Volkszählung) 10597 Einwohner, 3950 Wohnungen
- 1991.01.01.: 10523 Einwohner, 3983 Wohnungen
- 1992.01.01.: 10417 Einwohner, 3994 Wohnungen
- 1993.01.01.: 10304 Einwohner, 4005 Wohnungen
- 1994.01.01.: 10128 Einwohner, 4005 Wohnungen
- 1995.01.01.: 10420 Einwohner, 4005 Wohnungen
- 1996.01.01.: 10333 Einwohner, 4007 Wohnungen
- 1997.01.01.: 10271 Einwohner, 4015 Wohnungen
- 1998.01.01.: 10150 Einwohner, 4019 Wohnungen
- 1999.01.01.: 10117 Einwohner, 4019 Wohnungen
- 2000.01.01.: 10061 Einwohner, 4006 Wohnungen
- 2001.02.01.: (Volkszählung) 10240 Einwohner, 4011 Wohnungen
- 2002.01.01.: 10181 Einwohner, 4006 Wohnungen
- 2003.01.01.: 10047 Einwohner, 3999 Wohnungen
- 2004.01.01.: 9935 Einwohner, 3994 Wohnungen
- 2005.01.01.: 9786 Einwohner, 3988 Wohnungen
- 2006.01.01.: 9640 Einwohner, 3986 Wohnungen
- 2007.01.01.: 9545 Einwohner, 3984 Wohnungen
- 2008.01.01.: 9394 Einwohner, 3985 Wohnungen
- 2009.01.01.: 9215 Einwohner, 3995 Wohnungen
- 2010.01.01.: 9049 Einwohner, 4001 Wohnungen

### Ethnien
Die Bevölkerung von Túrkeve laut Volkszählung 2001:
- Magyaren (98 %)
- Roma (2 %)

### Religionen und Konfessionen
Laut Volkszählung 2001:
- Evangelisch-Reformiert (25,5 %)
- Römisch-Katholisch (5,9 %)
- Griechisch-katholisch (0,3 %)
- Evangelisch-Lutherisch (0,2 %)
- Andere Kirchen (0,8 %)
- Ohne Religionszugehörigkeit (54,3)
- Keine Angaben (12,9 %)

## Partnerstädte
- Salonta, Rumänien
- Auchel, Frankreich
- Porabka, Polen
- Welykyj Bytschkiw, Ukraine

## Söhne und Töchter der Stadt
- Alexander Korda (1893–1956), ungarisch-britischer Filmproduzent und Filmregisseur
- János Tóth (1864–1929), Politiker, Minister und Großgrundbesitzer
- Zoltan Korda (1895–1961), ungarisch-britischer Filmregisseur
- Vincent Korda (1896–1979), Filmarchitekt